# Улица Мира (Екатеринбург)
Улица Ми́ра (быв. улица Сталина) — улица, проходящая через Кировский административный район города Екатеринбурга (жилой район «Втузгородок»). Одна из самых студенческих улиц города. Улица Мира возникла в 30-е годы, и её оригинальное название — улица Сталина.

## Расположение и благоустройство
Пересекает с севера на юг улицы Блюхера, Первомайскую, Малышева и Педагогическую.
Улица проходит через Площадь Кирова, вокруг которой расположены учебные корпуса Уральского Федерального Университета и здание Екатеринбургского суворовского военного училища.

## Примечательные здания и сооружения
На улице Мира расположены несколько достопримечательных мест Екатеринбурга:
- № 17, 19, 21 — Главный учебный корпус, физико-технологический институт, строительный институт, институт радиоэлектроники и информационных технологий — РТФ, институт физической культуры, социального сервиса и молодёжной политики Уральского федерального университета
- № 22 — Уральский институт Государственной противопожарной службы МЧС России
- № 26 (Первомайская, 88) — Екатеринбургское суворовское военное училище, угол ул. Мира и Первомайской ул.
- Ботанический сад — институт УрО РАН, в квадрате улиц Мира — Академическая — С. Ковалевской — Первомайская

## Транспорт
Внимание! Этот раздел содержит информацию по состоянию на июнь 2012 года.

### Наземный общественный транспорт
Улица Мира связывает жилой район «Втузгородок» с районом «Пионерский». На улице расположены остановки общественного транспорта «Уральский Федеральный университет», «Профессорская», «Мира» и «Уралобувь». Осуществляется автобусное и троллейбусное движение.

### Ближайшие станции метро
Действующих станций метро поблизости нет. В отдалённой перспективе приблизительно в 350 метрах юго-западнее от начала улицы планируется строительство станции 3-й линии Екатеринбургского метрополитена  «Студенческая», а вблизи пересечения улиц Мира-проспекта Ленина, рядом с комплексом зданий УРФУ — станции 2-й линии метрополитена  «Технический Университет».

## Галерея
- Главный учебный корпус УрФУ, ул. Мира, 19
- Здание Уральского института государственной противопожарной службы МЧС России
- Здание Екатеринбургского суворовского военного училища
- Пожарная башня Уральского института государственной противопожарной службы
- Памятник С. М. Кирову